# Mošník
Mošník – szczyt górski w Górach Tokajsko-Slańskich we wschodniej Słowacji. 911 m n.p.m. Zalesiony. 
Przez szczyt biegnie szlak czerwony Ruská Nová Ves – Tri Chotáre – Przełęcz Hanuszowska – Čierna hora – przełęcz Červená mlaka – przełęcz Grimov laz – Makovica – Mošník – Przełęcz Herlańska – Lazy – Przełęcz Slańska – Slanec.